# Herman Poort
Hermannus Wilhelmus (Herman) Poort (Stadskanaal, 18 juli 1886 - Groningen, 7 september 1933) was een Nederlandse essayist, dichter, bloemlezer en criticus voor onder andere de Groninger editie van Het Volk.
Herman Poort studeerde letteren te Groningen. Slechts 20 jaar oud richtte hij samen met de dichter David Moolenaar het maandblad Poëzie op, dat na 9 nummers werd opgeheven. Drie jaar later kwam Poorts debuut uit, Enkele verzen, bij de gerenommeerde uitgeverij van Meindert Boogaerdt jr.
Na 1918 was Herman Poort met zijn lezingen en kritieken een van de centrale figuren van de Groningse schildersvereniging 'De Ploeg'. Hij werkte mee aan enkele experimentele publicaties van Ploegleden, zoals Aan het Zugermeer met illustraties van Jan Wiegers, Het boek van Trijntje Soldaats, met houtsneden van Johan Dijkstra, H.N. Werkman, ‘’Het pierement’’, door ‘Community Singing’, achter welk gezamenlijk pseudoniem zich behalve Poort de jeugdige dichters Halbo C. Kool, J.C. Noordstar en N.E.M. Pareau verscholen, en Van kinderen met prenten van Jan Altink. Daarnaast bevorderde hij actief het theater in Groningen, onder andere door het schrijven van toneelstukken.
Ook verzorgde Poort samen met anderen drie veelgebruikte, tweedelige leermethoden voor het literatuuronderwijs op de middelbare school, uitgegeven bij Wolters-Noordhoff en voorzien van illustraties van onder anderen zijn De Ploeg-vriend Jan Altink: De bloeiende bongerd (1915), De bottende bongerd (1931-1932) en De regenboog (1931).
In 1920 trouwde Poort met Titia Kool, die als onderwijzeres in de zwakzinnigenzorg werkte. Zij overleed na lange ziekte op 8 juli 1933; slechts enkele maanden later stierf ook Herman Poort, slechts 47 jaar oud, na een kort ziekbed. Na zijn vroegtijdig overlijden zou hij per ongeluk begraven zijn met in zijn jas een romanmanuscript van zijn vriend en eveneens Gronings dichter Martin Leopold. In 1934 verscheen een herdenkingsbundel van onder anderen Johan van der Woude en Hendrik de Vries, waarbij ook de kunstenaars Altink, Wiegers en Willem Valk niet ontbraken. In 1936 werd hij gehuldigd door de onthulling van een portret door Willem Valk in de Stadsschouwburg, waarbij verschillende gemeentebestuurders en gerenommeerde toneelspelers aanwezig waren, zoals Albert van Dalsum en Cor van der Lugt Melsert. 

## Bibliografie

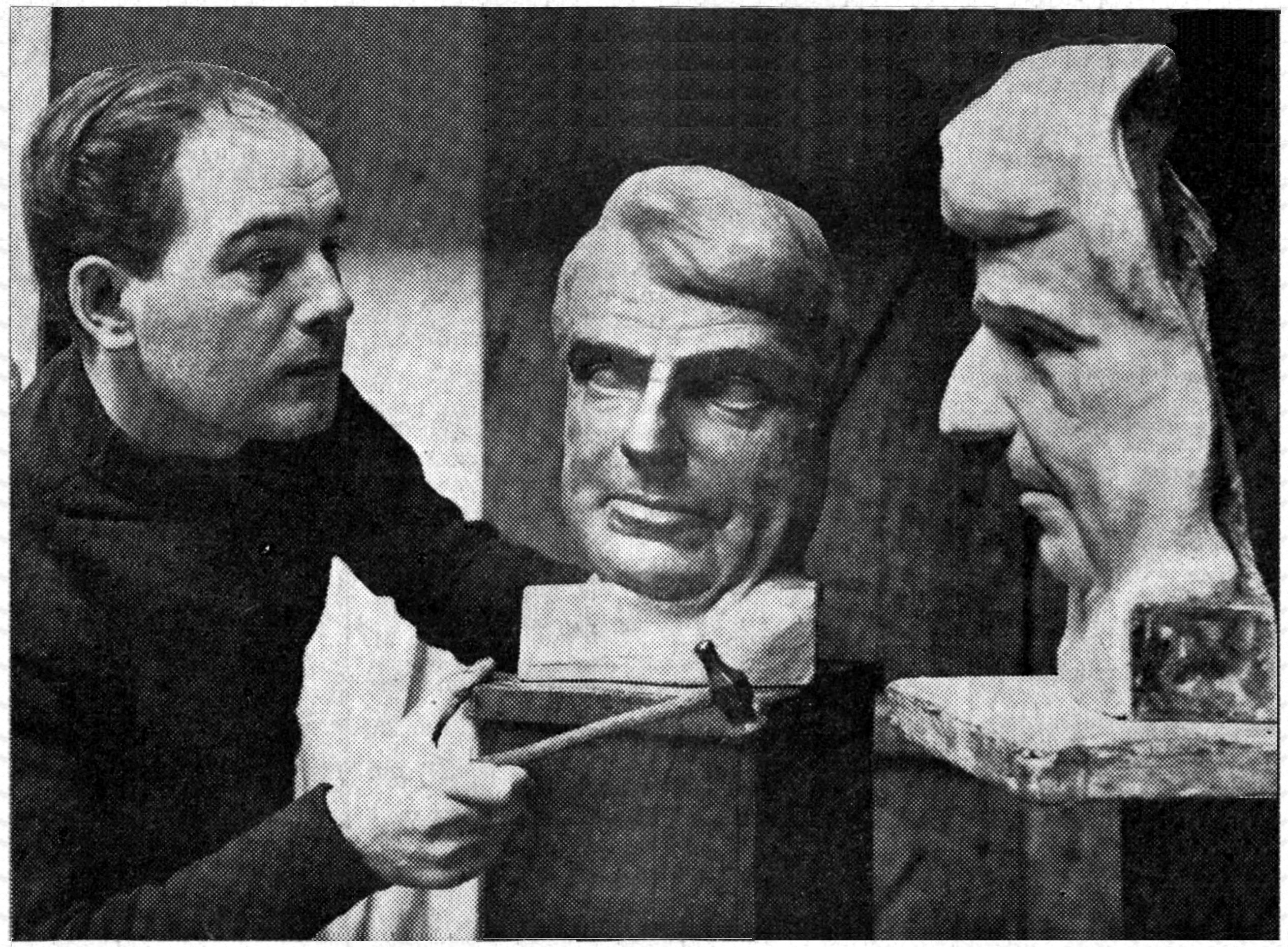
W.J. Valk en de bronzen masker van Herman Poort voor de Openluchtschool, 1935